# Can Feu (Barcelona)
Can Feu fou una antiga masia de les Corts, actualment enderrocada. Estava situada entre l'avinguda Diagonal, Gran Via de Carles III i carrer de Numància de Barcelona.

## Història
Durant diversos segles, el mas i les terres van ser propietat de la família Pedralbes, fins que el 1647 la pubilla Jerònima es va casar amb Jaume Feu. L'hereu del matrimoni fou Josep Feu i Pedralbes, que el 1670 va fer construir la masia de Can Closetes. En el seu testament del 1752, nomenà hereu universal el seu besnet Josep Antoni de Llança i Feu, fill primogènit de la seva neta Maria Antònia Feu i Ravella i de Martí de Llança i Palau.
Fou succeït pel fill primogènit Joaquim de Llança i de Bell·lloc, que morí sense fills el 1859, essent succeït per la seva germana germana Lluïsa, que morí soltera el 1868 i nomenà hereu el seu parent Eduard de Llança i Vila, de la branca de Can Coll (Lliçà de Vall). A la seva mort el 1874, el succeí el seu fill Carles de Llança i de Carballo (1858-1918), i a aquest el seu fill Ignasi de Llança i Montoliu, que per a poder pagar diverses legítimes i llegats, va parcel·lar les finques que componien l'antiga heretat.
A partir dels anys 1940, els solars foren adquirits per diverses empreses, com la Sociedad Urbanizadora Barcelonesa, la Compañía de Inversiones Sociedad Anónima o el Banco de la Industria de Cataluña. Actualment s'hi aixeca l'Edifici Banca Catalana, l'Hospital de Barcelona i altres edificis d'oficines i habitatges.

## Descripció
La propietat comprenia una extensió de gairebé 12 hectàrees, distribuïdes en camps de secà, vinyes i una petita horta. El mas era un edifici de planta rectangular amb planta, pis i golfes; estava cobert amb una teulada de dues vessants i caiguda d'aigües sobre la façana principal. A la part posterior hi havia adossat un cos de planta i pis provis de teulada de dues vessants a banda i banda. La distribució de la façana principal es feia a partir d'una porta adovellada d'arc de mig punt que hi era centrada. Una porta decorada amb una arcada separava la casa d'un barri situat davant d'aquesta; sobre l'arcada hi havia l'escut de pedra dels darrers propietaris, els Llança de Barcelona, als quals corresponia un camp d'argent amb un lleó rampant coronat d'or i armat de sabre.
A prop de la masia, però al terme de Sarrià i tocant a la carretera de Sarrià a Barcelona (actual avinguda de Sarrià), hi havia la bòbila de Can Feu, amb una extensió d'unes 3 hectàrees.